# Сурикова Алла Іллівна
Алла Іллівна Сурикова (при народженні — Алла Ісааківна Заславська) (нар. 6 листопада 1940, Київ, УРСР) — радянський і російський кінорежисер, сценарист, педагог. Народна артистка Росії (2001). Заслужений діяч мистецтв Російської Федерації (2009). Лауреат Премії Уряду Російської Федерації (2009). Член Спілки кінематографістів РФ.

## Біографічні відомості
Народилася 6 листопада 1940 в Київ.
Закінчила філологічний факультет Київського університету (1965), за спеціальністю російська мова та література.
Закінчила Вищі курси сценаристів і режисерів у Москві (1972). Автор ідеї дитячого гумористичного кіножурналу «Єралаш» (1972).

## Фільмографія
- «Маленький шкільний оркестр» (1968, асистент режисера)
- «Чи вмієте ви жити?» (1970, асистент режисера)
- «Пізня дитина» (1970, асистент режисера у співавт.)

Поставила на Київській кіностудії ім. О. П. Довженка картини:
- «Джинка» (1974, к/м, авт. сцен.)
- «Брехлинка або Маленька брехня» (1974, к/м, авт. сцен.)
- «Припустимо — ти капітан...» (1976)

На «Мосфільмі»:
- «Суєта суєт» (1978)
- «Будьте моїм чоловіком» (1981)
- «Шукайте жінку» (1982)
- «Людина з бульвару Капуцинів» (1987)
- «Дві стріли. Детектив кам'яного століття » (1989)
- «Божевільні» (1991)
- «Московські канікули» (1995)
- «Діти понеділка» (1997)
- «Хочу у в'язницю» (1998)
- «Ви не залишите мене...» (2006)
- «Людина з бульвару Капуцинок» (2009)
- «Повний вперед!» (2014)
- «Любов і Сакс» (2016) та ін.

Союзтелефільмі:
- «Казус імпровізус» (1991, у співавт.)

## Нагороди
- Лауреат премії «Золотий Остап» (2005).[2]